# 防芸引分
防芸引分（ぼうげいひきわけ）は、天文23年（1554年）5月12日に、周防国（防）の大内義長・陶晴賢に対して安芸国（芸）の毛利元就が断交した出来事である。この「引分」とは、関係が決裂したことを表す言葉で、合戦そのものを指すわけではないが、防芸引分の対外的な表明となった戦い（安芸佐西郡にある大内氏諸城の攻略）も併せて解説する。

## 背景
大内氏第31代当主の大内義隆は、天文20年（1551年）に大内重臣・陶隆房によって自害に追い込まれた（大寧寺の変）。毛利氏は長年大内氏に臣従していたが、安芸国での義隆支持派の諸城を攻略して、隆房の謀反に同調。その後も、大内の家督を継いだ大内義長と、実権を握った陶晴賢（隆房から改名）に従い、大内氏に臣従する毛利氏の関係は従来通りに維持されていた。
元就の嫡男である毛利隆元は、岳父・義隆（内藤興盛の娘である隆元の妻は、義隆の養女）の敵討ちをかねてより主張していたが、元就は毛利・大内の力の差などを現実的に判断して思いとどまった。むしろ、この機会を通じて安芸国人領主たちの掌握に尽力し、毛利家の勢力拡大に成功した。

## 経過

### 不和の始まり

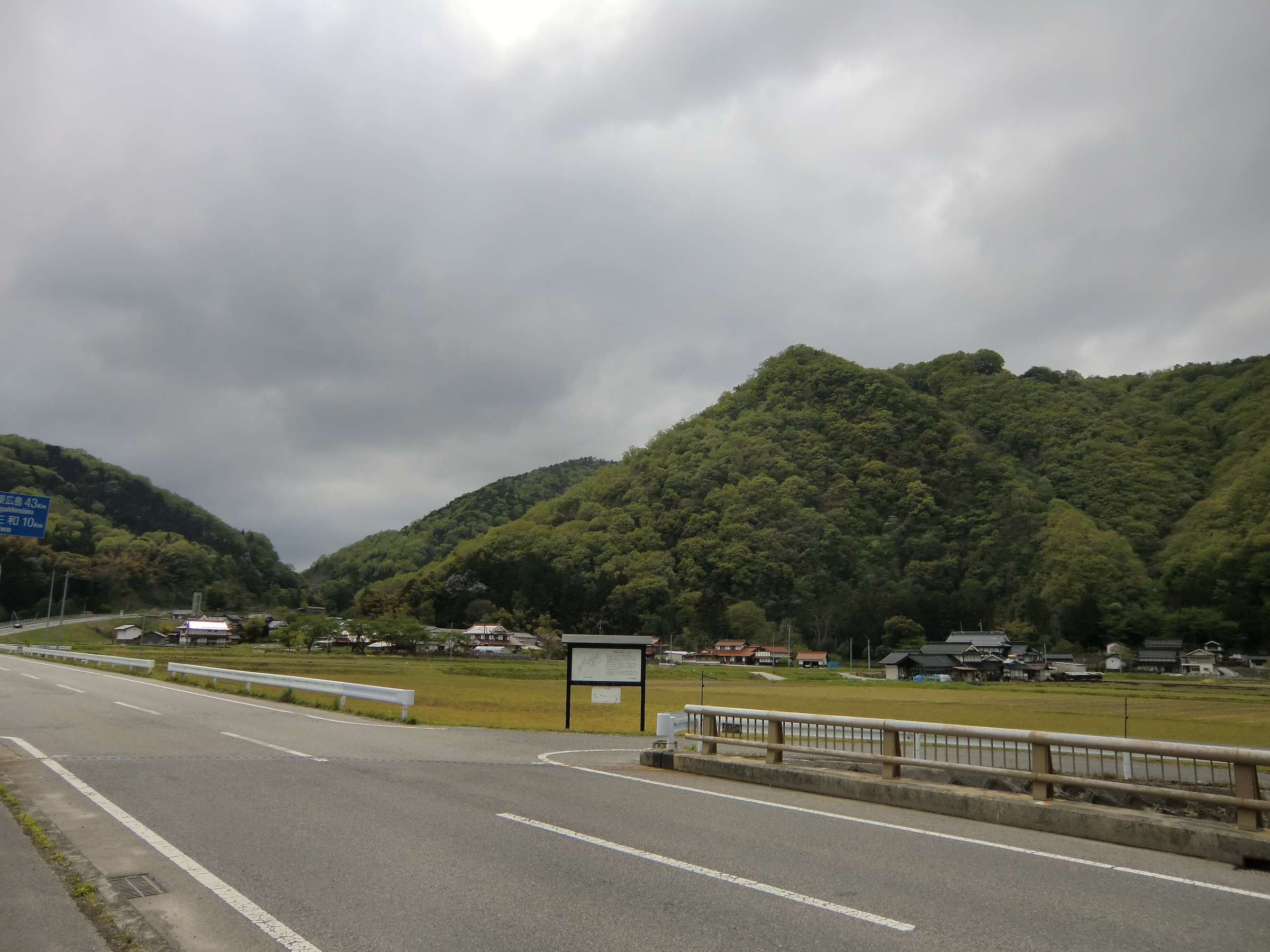
元就と晴賢の意見が対立した旗返山城。画像左側は、城攻めで毛利軍が陣を構えた陣床山城があった。

大内氏と抗争を繰り広げていた尼子晴久が、大内の支配下だった備後国に出陣すると、政変後の処理に追われる義長・晴賢に代わって元就と安芸国人衆が対抗。天文21年（1552年）7月から翌22年10月まで断続的に続いた攻防の末に尼子氏を撤退に追い込んだ。
一方で、尼子撃退後の安芸・備後周辺の戦後処理を巡って、元就と晴賢の間には確執が生まれ始める。10月19日夜に陥落した備後旗返山城（三次市）に関しては、この旗返城を毛利家が守りたいとする元就に対して、晴賢は陶家臣の江良房栄を城番とした。晴賢が元就の意見を蹴ったのは、毛利がこれ以上勢力を伸長することを快く思わなかったためとされ、江良には毛利の監視という役割も担っていたと考えられる。
その頃、義隆に恩義があった石見国三本松城主の吉見正頼が、陶晴賢打倒を目指して挙兵。正頼は既に5月には吉田郡山城に使者を使わしており、毛利の力添えを要請していた。一方、義隆の敵討ちという大義名分のある吉見軍に苦戦していた晴賢らは、天文23年（1554年）の春に大規模な石見遠征を計画、同年正月頃に毛利と安芸国人衆の出兵を元就に要請した。

### 大内・陶との断交
吉見正頼と大内義長・陶晴賢の双方から来援を求められた元就だが、当初は自主独立は時期尚早として晴賢側への参陣を考えていた。しかし、隆元は「陶へ加勢はやむを得ないとしても、（吉見討伐の次には）父（元就）が拘束される恐れがある。毛利家存続のため、名代として自分（隆元）や元春が出陣すれば義理立てはできる」と主張し、謀反人としていつか天罰を受けるであろう晴賢のもとに元就自身が出陣することに強く反対（また、元就が吉田郡山城を空けると、背後の尼子氏が動き出す懸念もあった）。年明け後の書状には「毛利と陶はいずれ決裂するので、こちらが有利な時に断交するべき」とまで書き残している（毛利家文書）。
天文23年（1554年）3月1日、大内義長を総大将とする大内軍は、三本松城を目指して出陣（三本松城の戦い）。しかし、元就は参陣する気配を見せなかった。既に晴賢は、安芸国人衆の盟主である元就を通さずに安芸の国人たちに出陣を催促する書状を2月下旬より送っていた。国人らに直接指示を出して、毛利と他の国人たちを分断しようと画策したのである。
しかし3月に、密使が平賀弘保と広相に捕らえられてしまう。元就の働きで平賀氏再興を成し遂げることができた恩があり、毛利への忠誠を示す弘保らは、これまでの書状と共に密使の僧を元就に突き出したのである。これは、安芸・備後の国人領主たちを取りまとめる権限を元就に与えるとした約束に反することであり、元就も隆房との対決を最終的に決意する。5月11日、ついに元就は天野氏・平賀氏・阿曽沼氏などに対して、大内・陶と断交する旨を伝えた。

### 安芸平定
5月12日、挙兵した元就は、毛利・吉川・小早川の軍勢に熊谷信直ら安芸国人衆を糾合した兵3,000で出陣。最初に栗田肥後入道が城番を務める佐東銀山城を攻める。城は毛利家臣の児玉就方による説得で戦わずして開城。栗田肥後入道は周防へ送還された。多数の城兵が石見遠征軍に送られているなどして、守兵が殆どいなかったと考えられている。さらに毛利軍は己斐城（広島市西区）を攻め、城主己斐直之に戦う意志はなく降伏した。
その後、毛利軍は江良賢宣が守る桜尾城（廿日市市）へ進軍。支城の草津城（広島市西区）を落とし、その勢いで桜尾城も落とした。元春と信直の事前の調略により瞬く間に桜尾城を占拠したと伝えられる。厳島の対岸にある桜尾城が陥落したことにより、厳島も毛利が奪取（広島湾周辺で活動する交易商から毛利家臣となっていた堀立直正が廿日市や厳島の町方衆と交渉し、毛利軍の接収が順調に進んだと伝わる）。わずか1日で、佐東銀山城・己斐城・草津城・桜尾城の4城、厳島を押さえた。
さらに元就らは、同月中旬までには仁保島城（広島市南区）も手に入れ､香川光景を城番とした。そして、草津城に児玉就方、桜尾城に桂元澄、厳島に己斐直之を置いてこれを守らせた。

## 結果
安芸から大内方勢力を一掃した毛利氏は、大内氏・陶氏との全面対決の準備を急速に整えていった。また、毛利勢の攻撃から7日後の5月19日付で、晴賢が久芳賢重に与えた書状では、今度の毛利氏の悪逆の企ては､「猛悪無道」の致すところだと記している（『閥閲録』145）。毛利氏側では晴賢戦死後の弘治年間になると、これを「防芸引分」と称し、陶・毛利の対等の争いと表現するようになる。